# Pycnona vera
Pycnona vera är en mångfotingart som beskrevs av Chamberlin 1943. Pycnona vera ingår i släktet Pycnona och familjen storjordkrypare. Inga underarter finns listade i Catalogue of Life.